# 山室軍平
山室 軍平（やまむろ ぐんぺい、1872年9月1日（明治5年7月29日。戸籍上は8月20日） - 1940年（昭和15年）3月13日）は、日本の宗教家、説教者。日本人初の救世軍士官（牧師）で、日本人初の日本軍国司令官（日本軍国初代司令官ではない）。最終階級は中将。岡山県哲多郡則安村（現在の新見市）生まれ。石井十次、アリス・ペティ・アダムス、留岡幸助とともに「岡山四聖人」と呼ばれる。

## 略歴
哲多郡則安村（新見市哲多町）で農業を営む山室佐八、登毛（とも）の三男として生まれた。実家が貧しく、明治14（1881年）年には賀陽郡上足守村の親戚筋の杉本家の養子に出された。漢学者の松浦黙の塾で儒学を学んだ。
14歳で上京して築地活版製造所の職工となり、東京専門学校や英吉利法律学校の講義録を入手して独学する。1887年（明治20年）に福音教会の路傍伝道に接し、教会主催の英語学校に入学した。そこでキリスト教に触れ、翌年9月に洗礼を受ける。この頃徳富蘇峰の講演を通じて新島襄の存在を知り、1889年（明治22年）6月、同志社の夏期学校に参加する。直後、同輩の学生が山室の郷里に近い高梁で伝道の実習を行うというので、これに参加した。のち数度、山室はこの高梁での「夏季伝道実習」に参加し、また赤貧の中で勉学に励んだ。
同年9月、同志社予備学校に入学し、翌年同志社普通学校に進んだが、1894年（明治27年）に健康を害し、また当時広まりつつあった自由主義神学（リベラル）への反発もあり同志社を去った。
その後、暫く（おおよそ半年とされる）は高梁基督教会堂（旧組合教会）などで伝道活動を行っていた。この高梁伝道によって石井十次、留岡幸助、福西志計子らと既知を得る。特に福西は当時、教会の婦人部代表であった立場から、この若き伝道師見習いの世話を焼いたとされる。とはいえ同志社退学後の山室は迷いの最中であり、その彼の魂の彷徨を見かねた福西らは、山室に高梁の篤志家の元へ婿養子に入る事も勧めていた。 しかし、あくまでも宣教や在野の人々に侍る道を望んだ山室はこれを固辞し、当座の自身の置き場として石井のいる岡山孤児院に身を寄せた。
翌1895年（明治28年）、宮崎県の茶臼原農場で孤児らとともに開墾作業に従事したのち、今治で伝道支援を行った。同年10月、石井から救世軍の「日本開戦」を知らされる。その後上京して伊藤為吉の下に一時身を寄せたのち、京橋区新富町の救世軍日本本営を訪問して第1小隊長であったエドワード・ライト大佐より入隊を許可された（11月30日）。翌年日本人最初の救世軍士官（伝道者）となり、パンフレット『鬨の声（ときのこゑ）』（現在の救世軍日本軍国公報『ときのこえ』の前身）の編集に携わる。
1900年（明治33年）、婦人救済事業を志し、その一歩として芸娼妓の自由廃業を提唱。センセーションを巻き起こす。
1904年（明治37年）にロンドンで開かれた救世軍第3回万国大会に出席してウィリアム・ブース大将の信任を受け、さらに1907年（明治40年）のブース来日時には通訳を務め、日本救世軍書記長官に任命された。後に東洋人で最初の救世軍将官となり、1926年から日本軍国司令官を務めた。『平民之福音』をはじめ、わかりやすい言葉による著書や説教が親しまれた。
終生に渡り社会福祉事業、公娼廃止運動（廃娼運動）、純潔運動に身を捧げた。1915年（大正4年）11月9日に藍綬褒章、1924年（大正13年）に勲六等瑞宝章を受章。1937年（昭和12年）には救世軍大将より「創立者章」を受章した。
1935年（昭和10年）2月、病のため救世軍司令官を辞して顧問に就任したが、翌年復職した。昭和の戦時色が強まる中で救世軍に対する批判の声が次第に強まっており、山室は病躯を押して救世軍を守る戦いを続けなければならなかった。
1938年（昭和13年）1月、再び顧問に戻る。1940年（昭和15年）3月13日、急性肺炎のため東京市渋谷区の自宅で死去。葬儀は3月17日に青山会館で行われ、棺は「勝利」「凱旋」と縫取りされた布で覆われた。しかし、山室の主著『平民之福音』は反国体の書であるとして死後まもなく発禁処分を受けた。同年7月31日には瀬川八十雄ら救世軍幹部4名が外諜容疑で検挙され、本営事務所も家宅捜索を受けた。その結果、日本の救世軍は同年秋に救世団と改称して万国本営から離脱せざるを得なくなった。

## 家族
妻の山室機恵子（1人目・死別）、山室悦子（2人目・死別）、子の山室武甫（名前はウィリアム・ブースとジョージ・フォックスに由来）と娘の山室民子（婦人民主クラブ結成呼びかけ人）、山室善子（婦人之友記者、友の会中央委員、自由学園教師）らも、それぞれ婦人運動家、学者、伝道者として活躍した。武甫の妻で作家の阿部光子も伝道者（救世軍士官の後、日本基督教団牧師）。

## 著書
- 『平民の福音』
- 『ブース大将伝』救世軍日本本営　1906年
- 『日本に於けるブース大将』（来日記録）山室軍平編 山室軍平 1907年
- 『青年への警告』1911年
- 『実行的基督教』1911年
- 『禁酒の勧め』1912年
- 『使徒的宗教』1916年
- 『不幸女の救護』1917年
- 『基督の精兵』1919年
- 『特選の民』1919年
- 『基督教と日本人』1920年
- 「私の青年時代」
- 「病床の慰安」
- 「社会廓清論」
- 「十分一献金論」救世軍出版 1930年

## 評伝
- 室田保夫『山室軍平―無名ノ英雄、無名ノ豪傑タルヲ勉メン哉』ミネルヴァ書房「ミネルヴァ日本評伝選」、2020年3月

## 映画
- 『地の塩 山室軍平』（現代ぷろだくしょん、東條政利監督、森岡龍主演、2017年） [19]